# Brzóza Stadnicka
Brzóza Stadnicka is een plaats in het Poolse district  Łańcucki, woiwodschap Subkarpaten. De plaats maakt deel uit van de gemeente Żołynia en telt 1200 inwoners.